# Mieczysław Szalecki
Mieczysław Szalecki (ur. 25 kwietnia 1954 w Kielcach, zm. 4 listopada 2023) – polski lekarz pediatra, doktor habilitowany nauk medycznych, profesor Uniwersytetu Jana Kochanowskiego w Kielcach, od 2011 kierownik kliniki Endokrynologii i Diabetologii Instytutu „Pomnik – Centrum Zdrowia Dziecka”.

## Życiorys
Absolwent V Liceum Ogólnokształcącego im. ks. Piotra Ściegiennego w Kielcach (1973). W 1979 ukończył studia lekarskie na Akademii Medycznej im. Mikołaja Kopernika w Krakowie. W 1991 uzyskał stopień naukowy doktora na macierzystej uczelni w oparciu o rozprawę Wole z niedoboru jodu u dzieci szkolnych w regionie świętokrzyskim. W 2009 w Instytucie „Pomnik – Centrum Zdrowia Dziecka” uzyskał habilitację na podstawie pracy Zaburzenia osi hormonu wzrostu i stężenie wybranych adipocytokin u dzieci z cukrzycą typu 1. Próba oceny wpływu stosowanej metody leczenia.
Pierwszy stopień specjalizacji z pediatrii uzyskał w 1983, natomiast drugi – w 1989. W 1996 uzyskał specjalizację z endokrynologii. W 1979 związał się z Wojewódzkim Specjalistycznym Szpitalem Dziecięcym w Kielcach. Pełnił w nim m.in. funkcje: ordynatora Oddziału Obserwacyjno-Diagnostycznego (1992–1999) i następnie Oddziału Endokrynologiczno-Diabetologicznego. W 1992 został dyrektorem WSSD do spraw lecznictwa. W 2000 został konsultantem w Klinice Endokrynologii Instytutu „Pomnik – Centrum Zdrowia Dziecka”, a w 2011 – kierownikiem Kliniki Endokrynologii i Diabetologii, co spowodowało, że odszedł z WSSD w Kielcach.
W latach 1979–1991 był pracownikiem naukowym Akademii Medycznej im. Mikołaja Kopernika w Krakowie. Związany jest z Wydziałem Nauk o Zdrowiu Uniwersytetu Jana Kochanowskiego w Kielcach, gdzie objął stanowisko profesora nadzwyczajnego. Na UJK kieruje Zakładem Pediatrii, Pielęgniarstwa Pediatrycznego i Społecznego.
Nominację profesorską odebrał z rąk prezydenta Andrzeja Dudy 28 listopada 2019 r.
Zmarł 4 listopada 2023.